# Петровский (Новоалександровский район)
Петро́вский — хутор в Новоалександровском районе (городском округе) Ставропольского края России. Находился в составе муниципального образования «Сельское поселение Раздольненский сельсовет» (упразднено 1 мая 2017 года).

## География
Расстояние до краевого центра: 63 км. Расстояние до районного центра: 24 км.

## Население
| 1989 | 2002 | 2010 | 2014 | 2021 | 2023 |
| ---- | ---- | ---- | ---- | ---- | ---- |
| 67   | ↗68  | ↘35  | ↗40  | ↘31  | ↗35  |

По данным переписи 2002 года, 69 % населения — русские.

## Памятники
- Могила советского воина Харламова, погибшего в борьбе с фашистами. Aвгуст 1942, 1959 годы[9]

## Кладбище
Южнее хутора находится общественное открытое кладбище площадью 7244 м².